# Király Adrián
Király Adrián (Medgyesegyháza, 1976. július 22.) színész, a Tesla Teátrum tagja. Leánya: Király Kátya.

## Film és sorozatszetepei
- #Jézus – Apám nevében – Péter (film, 2017)
- Holnap Tali! – Kis Ati (sorozat, 2018)
- Jóban Rosszban – Végh Gábor (sorozat, 2020)
- Barátok közt – Dr. Herczegh Medárd (sorozat, 2020)
- Elk*rtuk – Köpcös (film, 2021)
- Jack Ryan – tiszt (sorozat, 2022)

## Színpadi szerepei
- Arthur Miller: Salemi boszorkányok....Parris tiszteletes
- Örkény István: Pisti a vérzivatarban....Kimért
- Molnár Ferenc: Olympia....Albert
- Bengt Ahlfors: Színházkomédia...Harry
- Isabelle Le Nouvell: Skót mámor...Bruno
- Eisemann Mihály - Szilágyi László: Én és a kisöcsém....Dr. Vas
- Molnár Ferenc: A doktor úr....Bertalan
- Óz, a csodák csodája....Madárijesztő
- Jekyll és Hyde...Jack
- Ray Cooney - Michael Cooney: Minden lében három kanál....Tom Kerwood
- John Patrick: Teaház az augusztusi holdhoz....Sakini
- Mese habbal....Greg
- Neil Simon: Mezítláb a parkban....Paul Bratter
- Salinger Richárd: Apám beájulna
- Molnár Ferenc: Vörös malom....Jánoska János
- Kell egy színház....Balla Dénes
- Antoine de Saint-Exupéry: A kis herceg....Pilóta

## Anime/Rajzfilm szinkronok
- Afro szamuráj: Juzo (1. ep.)
- Bleach: Grand Fisher (3. évad) (111-114. ep.)
- Blood+: McCoy, őr, taxis
- Death Note: A halállista: további szinkronhang
- Family Guy: George Townsend
- Fixi, Foxi és barátaik - Fax bácsi / Dzsinn, a szultán
- Hellsing: további szinkronhang
- Rómeó és Júlia: Tubal
- A kis hableány - A kezdet kezdete: további szinkronhang
- Bionicle - A legenda újjászületik: Vastus
- Lego Scooby-Doo! Lidérces Hollywood: Walt, a Malt Shop-ból
- Littlest Pet Shop: Vinnie
- Scooby-Doo! Rejtély a bajnokságon: John Cena
- Star Wars: A klónok háborúja: Vadász
- Star Wars: A Rossz Osztag: Vadász
- Star Wars: Lázadók: Alton Kastle, a Birodalmi HoloNet Adások műsorvezetője
- Totál Dráma Akció: Josh
- Verdák 3.: Brick szponzora

## Film szinkronok
- Őrült vágta - további szinkronhang
- Ádám almái - 1. Holger - Nikolaj Lie Kaas, 2. Nalle - Peter Reichhardt
- Hülyék Paradicsoma - további szinkronhang
- A falka - Haynes Ownby - French Stewart
- Grace nélkül az élet - további szinkronhang
- My Bluesberry Nights - A távolság íze - további szinkronhang
- Az előléptetés - további szinkronhang
- Elrabolva - Dardan - Anatole Taubman
- Fanboys - Rajongók háborúja - Önmaga - Jason Mewes
- Narnia Krónikái: Caspian herceg - további szinkronhang
- A szabadság útjai - Ed Small - Max Casella
- A szerelem határai - további szinkronhang
- Sextúra - további szinkronhang
- Tiszta napfény - Carl - Kevin Chapman
- Agora - Peter - Yousef 'Joe' Sweid
- Amerikai pite 7. - A szerelem bibliája - Határőr - Kevin Federline
- Becstelen brigantyk - 1. Fredrick Zoller közlegény - Daniel Brühl, 2. Omar Ulmer őrvezető - Omar Doom, 3. Dieter Hellstrom őrnagy - August Diehl, 4. Michael Zimmerman őrvezető - Michael Bacall
- Bérgyilkosok viadala - Rob, a technikus - Iddo Goldberg
- Halloween 2. - további szinkronhang
- A kód - Sudimack - Michael Hayden
- Rockhajó - további szinkronhang
- Farkasember - további szinkronhang
- Csernobil: Scsadov szénbányászati miniszter - Michael Schaeffer
- Jurassic World: Hamada - Brian Tee

## Külső hivatkozások
- Király Adrián a PORT.hu-n (magyarul)
- Király Adrián az Internetes Szinkronadatbázisban (magyarul)
- Király Adrián az Internet Movie Database-ben (angolul)
- Kiralyadrian.hu